# Skillnaden

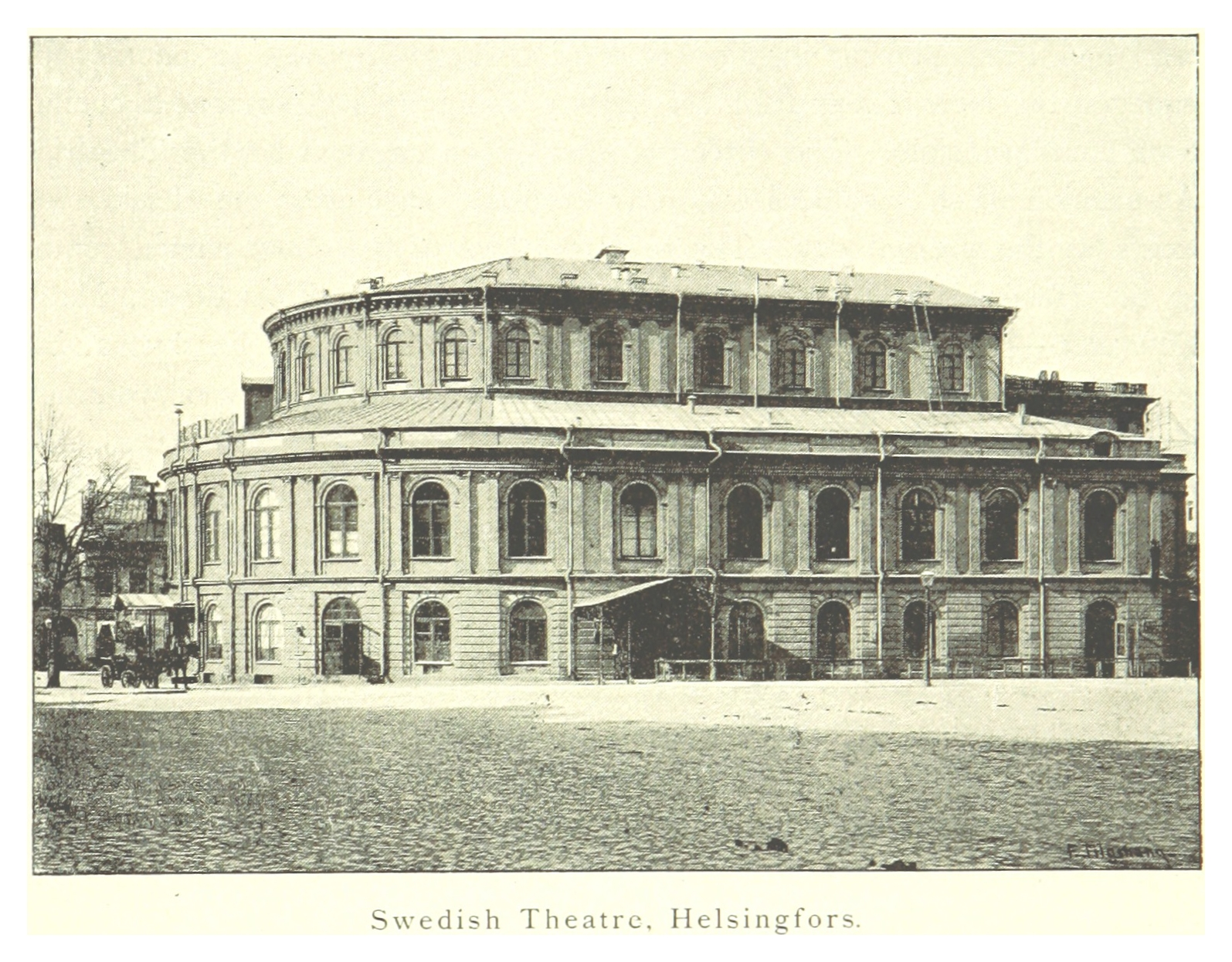
Swedish Theater, Helsingfors. Die Illustration aus einem englischsprachigen Buch von 1894 zeigt das Theatergebäude am Platz Skillnaden.

Skillnaden (schwedisch [ˈʃɪlːˌnadɛn] „(der) Unterschied“) ist ein mit 10.000 Euro dotierter finnlandschwedischer Theaterpreis, der seit 2018 jährlich von Svenska Teatern in Helsingfors (finnisch Helsinki) vergeben wird.

## Name und Hintergrund
Skillnaden ist ein Platz an einer zentralen Straßenkreuzung in der Innenstadt des zweisprachigen Helsingfors (Helsinki). Der Platz ist heute unter anderem bekannt für den 1866 dort errichteten Theaterbau von Finnlands schwedischsprachigem Nationaltheater Svenska Teatern. Auf Finnisch heißt der Ort Erottaja (etwa „Separator“), ein regulär vom Verb erottaa („trennen“) abgeleitetes Substantiv. Der schwedische Name Skillnaden ist die bestimmte Form von skillnad („Unterschied“). Die Ortsnamen für den Platz und die dort beginnende Straße Skillnadsgatan (oder Erottajankatu) gehen auf das 19. Jahrhundert zurück, als genau an der Stelle die Grenze zwischen der eigentlichen Stadt Helsingfors und der „Neuländischen Vorstadt“ (Nyländska förstaden, nach der Landschaft Nyland) verlief.
Da auch der Publikumseingang des Theaters am Platz Skillnaden liegt, wurde der Ort gleichsam zum Synonym für die Spielstätte. Auch der umgangssprachliche Name skillnadska (etwa „Skillnadisch“) für die auf der finnlandschwedischen Bühne dieses Theaters entstandene Varietät der schwedischen Schriftsprache lässt sich so erklären.
Der Name des Theaterpreises bezieht sich als Wortspiel also gleichzeitig auf den inoffiziellen Namen der Institution, d. h. Svenska Teatern, und die eigentliche Bedeutung „Unterschied“ des schwedischen Namens.

## Preis
Geehrt wird „eine Person oder Gruppe, die im Feld der finnlandschwedischen darstellenden Kunst einen Unterschied ausgemacht hat“. Ein Stipendienausschuss am Theater nimmt jedes Jahr Nominierungen entgegen. Laut Ausschreibung können Kriterien für „einen Unterschied ausmachen“ sein, gegen den Strom zu schwimmen, verschiedene Dimensionen von Bühnenkunst auszuforschen, Strukturen aufzudecken oder hart für eine Sache zu arbeiten. Neben den Ausschussmitgliedern erhält die Jury Unterstützung von der Dramaturgie und der Künstlervereinigung am Theater.
Die Preissumme wurde mehrmals zwischen zwei Preisträgern geteilt. Bezahlt wird der Preis aus einem nach der Schauspielerin Gerda Wrede und dem Intendanten Runar Schauman benannten Stiftungsfonds.

## Preisträger
- 2018 war der erste Preisträger der Schauspieler und Intendant Carl-Gustaf Wentzel, der 2002 das Teater Taimine, ein Tourneetheater für Kinder und Jugendliche, gründete.[8]
- 2019 erhielten die Theaterregisseurin Mikaela Hasan und die Theaterkritikerin Christel Pettersson den Preis.[9]
- 2020 waren die Preisträgerinnen Sonja Ahlfors und Joanna Wingren von der feministischen Theatergruppe Blaue Frau.[10]
- 2021 wurde der Autor, Schauspieler und Regisseur Anders Larsson postum sowie der Schauspieler Jan Korander vom Verein Reprum geehrt.[11]
- 2022 war die Preisträgerin Marit Berndtson, die langjährige Leiterin von Wasa Teater in Vasa.[12]
- 2023 wurden die Theaterpädagoginnen Stina Engström (Konstuniversitetets Teaterhögskola i Helsingfors) und Gabriele Alisch (Yrkeshögskolan Novia i Jakobstad) ausgezeichnet.[12]